# Shima (Mie)
Shima (志摩市 -shi) é uma cidade japonesa localizada na província de Mie.
Em 2003 a cidade tinha uma população estimada em 60 059 habitantes e uma densidade populacional de 334,35 h/km². Tem uma área total de 179,63 km².
Recebeu o estatuto de cidade a 1 de Outubro de 2004.